# Sfenj
Sfenj (arabsky: السفنج) je maghrebské pečivo, které se podobá americkému donutu a připravuje smažením těsta v oleji. Je obvyklé ho jíst brzy ráno jako snídani nebo pozdě odpoledne s čajem či kávou. V Alžírsku a Maroku se mu říká sfenj, v Tunisku bambalouni a v Libyi sfinz. Může se podávat posypaný cukrem nebo namočený v medu či čokoládě.

## Historie
Sfenj vznikl v oblasti Al-Andalus v Maurském Španělsku. Podle legendy byl sfenj vytvořen omylem, když pekař omylem upustil kouli těsta do pánve horkého oleje. Sfenj byl od té doby důležitou součástí andaluské kultury.
Není jasné, jak se sfenj poprvé dostal do Maghrebu, ačkoli se uvádí, že byl dobře známý již za dynastie Marínovců, která vládla Maroku v letech 1270-1465. Ve 13. století se pak rozšířil do Francie, kde se stal inspirací pro výrobu pečiva beignet. Sfenje se začaly sladit cukrem až v 18. století, a to i přesto, že cukrová třtina se v arabském světě hojně pěstovala již od 8. století. Předtím se podávaly slazené medem nebo sirupem, případně se podávaly neochucené.
Rozšíření po celém Maghrebu značně napomohli kočovní Berbeři, kteří si sfenj brali s sebou na své cesty.

## Sfenj v Izraeli

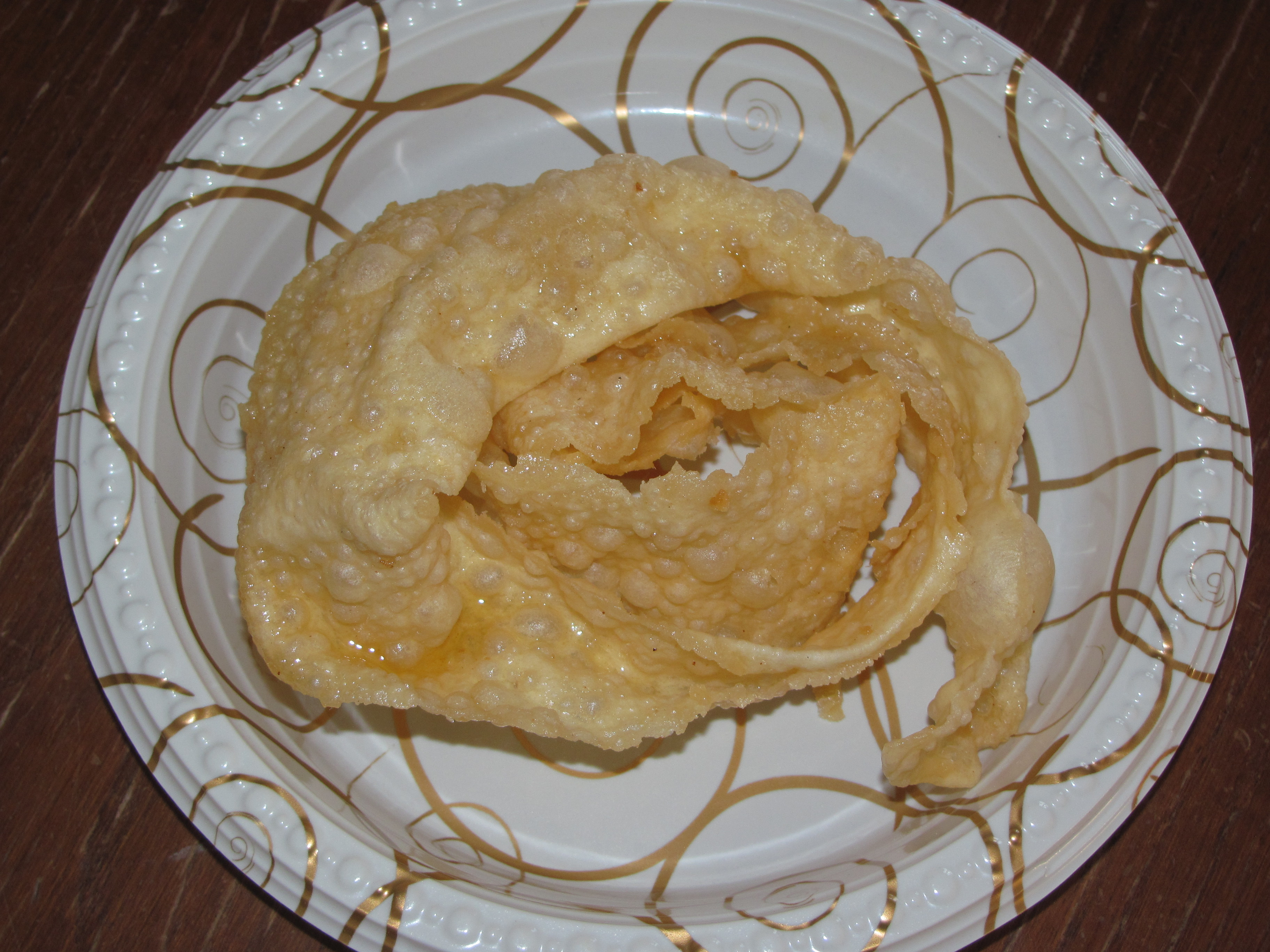
Domácí sfenj potažený medem

Sfenj se do izraelské kultury dostal během dvacátého století, kdy si ho maghrebští Židé přivezli s sebou do mandátní Palestiny. Sfenj si rychle získal oblibu na svátek Chanuka, protože se dá snadno připravit doma. Od 20. let dvacátého století se však na významné židovské svátky připravuje spíše pečivo sufganija.